# Liste der Länder nach Frauenanteil im Parlament
Diese Liste von Ländern nach dem Frauenanteil im Landesparlament zeigt den Anteil von weiblichen Sitzen im Landesparlament von 193 Staaten der Welt. Dieser Indikator ist Teil des jährlichen „Bericht über die menschliche Entwicklung“ (Human Development Report) des Entwicklungsprogramms der Vereinten Nationen (UNDP), zuletzt veröffentlicht im November 2019. Der Frauenanteil an Parlamentssitzen gehört zum Bereich „Teilhabe“ (empowerment) des Index der geschlechtsspezifischen Ungleichheit (GII: Gender Inequality Index), die Daten stammen von der Interparlamentarischen Union (IPU).
Die folgende Kurzliste vergleicht die drei D-A-CH-Länder mit dem 2018 führenden Ruanda und dem Weltdurchschnitt (ø) sowie den Einzelergebnissen des Global Gender Gap Index 2020 vom Weltwirtschaftsforum (Datenstand: Oktober 2019):

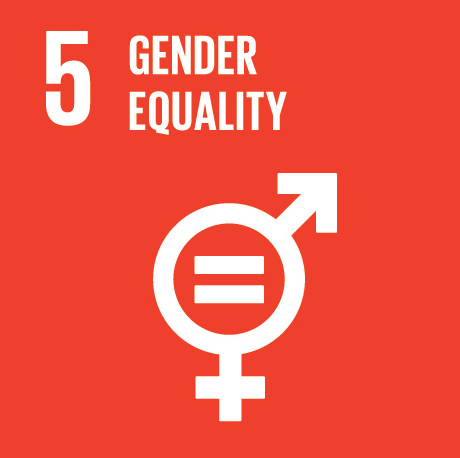
„Gleichstellung der Geschlechter“ ist das 5. der 17 UN-Ziele für nachhaltige Entwicklung (SDGs) – ein Indikator ist der Frauenanteil im Landesparlament (SDG 5.5)

| Land 2018   | Gender Inequality Index: Parlamentssitze | Gender Inequality Index: Parlamentssitze | Gender Inequality Index: Parlamentssitze | Gender Inequality Index: Parlamentssitze | Gender Inequality Index: Parlamentssitze |        | Global Gender Gap Index: Politische Teilhabe | Global Gender Gap Index: Politische Teilhabe | Global Gender Gap Index: Politische Teilhabe | Global Gender Gap Index: Politische Teilhabe | Global Gender Gap Index: Politische Teilhabe |
| Land 2018   | 👩 %                                     | # (+/−)                                  | 2017                                     | 2010                                     | 1995                                     | 👩 %   | Ministerin                                   | Chefin                                       | P-Index                                      | #                                            |                                              |
| ----------- | ---------------------------------------- | ---------------------------------------- | ---------------------------------------- | ---------------------------------------- | ---------------------------------------- | ------ | -------------------------------------------- | -------------------------------------------- | -------------------------------------------- | -------------------------------------------- | -------------------------------------------- |
| Ruanda      | 55,7 %                                   | 1 (0)                                    | 55,7 %                                   | 50,9 %                                   | 17,1 %                                   |        | 61,3 %                                       | 51,9 %                                       | 0,7 Jahre                                    | 0,563                                        | 4                                            |
| Österreich  | 34,8 %                                   | 29 (+2)                                  | 33,6 %                                   | 28,3 %                                   | 24,7 %                                   | 37,2 % | 38,5 %                                       | 0,6 Jahre                                    | 0,344                                        | 30                                           |                                              |
| Deutschland | 31,5 %                                   | 42 (−4)                                  | 31,5 %                                   | 31,7 %                                   | 25,5 %                                   | 30,9 % | 40,0 %                                       | 14,1 Jahre                                   | 0,477                                        | 12                                           |                                              |
| Schweiz     | 29,3 %                                   | 51 (−5)                                  | 29,3 %                                   | 27,6 %                                   | 20,3 %                                   | 32,5 % | 42,9 %                                       | 7,0 Jahre                                    | 0,407                                        | 19                                           |                                              |
| Welt ø      | 22,1 %                                   | 92 (−7)                                  | 21,4 %                                   | 17,9 %                                   | 10,6 %                                   | 23,0 % | 20,1 %                                       | 8,0 Jahre                                    | 0,239                                        | 53                                           |                                              |

## Länderliste
Die folgende Liste ist sortiert nach dem Frauenanteil im Landesparlament (👩 %) im Jahr 2018, links steht die Rangordnung des HDI (Index der menschlichen Entwicklung), gefolgt vom Rang des GII – die durchschnittlichen Parlamentsanteile der Welt (ø) sind hier einfach gemittelt, zu Hongkong und Palästina liegen keine Daten vor, die drei D-A-CH-Länder liegen auf Platz 42, Platz 29 und Platz 51:
| HDI | GII | Land 2018                | Sitze 👩 % | # (+/−)   | 2017   | ’16    | ’15    | ’14    | ’13    | ’12    | ’11    | ’10    | ’05    | 2000   | 1995   |
| --- | --- | ------------------------ | ---------- | --------- | ------ | ------ | ------ | ------ | ------ | ------ | ------ | ------ | ------ | ------ | ------ |
| 93  | 100 | Welt ø                   | 22,1 %     | 92 (−7)   | 21,4 % | 21,0 % | 20,7 % | 20,2 % | 20,0 % | 19,2 % | 18,7 % | 17,9 % | 15,6 % | 12,1 % | 10,6 % |
| 157 | 95  | Ruanda                   | 55,7 %     | 1 (0)     | 55,7 % | 57,5 % | 57,5 % | 57,5 % | 57,5 % | 51,9 % | 51,9 % | 50,9 % | 45,3 % | 25,7 % | 17,1 % |
| 72  | 67  | Kuba                     | 53,2 %     | 2 (+1)    | 48,9 % | 48,9 % | 48,9 % | 48,9 % | 48,9 % | 45,2 % | 45,2 % | 43,2 % | 36,0 % | 27,6 % | 22,8 % |
| 114 | 101 | Bolivien                 | 51,8 %     | 3 (−1)    | 51,8 % | 51,8 % | 51,8 % | 51,8 % | 30,1 % | 30,1 % | 30,1 % | 30,1 % | 14,7 % | 10,2 % | …      |
| 76  | 74  | Mexiko                   | 48,4 %     | 4 (+5)    | 41,4 % | 40,6 % | 40,6 % | 36,8 % | 36,0 % | 36,0 % | 25,5 % | 24,8 % | 23,7 % | 15,9 % | 13,9 % |
| 8   | 2   | Schweden                 | 46,1 %     | 5 (0)     | 43,6 % | 43,6 % | 43,6 % | 44,7 % | 45,0 % | 44,7 % | 44,7 % | 45,0 % | 45,3 % | 42,7 % | 40,4 % |
| 126 | 105 | Nicaragua                | 45,7 %     | 6 (−2)    | 45,7 % | 45,7 % | 41,3 % | 42,4 % | 40,2 % | 40,2 % | 40,2 % | 20,7 % | 20,7 % | 9,7 %  | 10,8 % |
| 68  | 61  | Costa Rica               | 45,6 %     | 7 (+20)   | 35,1 % | 33,3 % | 33,3 % | 33,3 % | 38,6 % | 38,6 % | 38,6 % | 38,6 % | 35,1 % | 19,3 % | 15,8 % |
| 12  | 7   | Finnland                 | 42,0 %     | 8 (−2)    | 42,0 % | 41,5 % | 41,5 % | 42,5 % | 42,5 % | 42,5 % | 42,5 % | 40,0 % | 37,5 % | 36,5 % | 33,5 % |
| 166 | 125 | Senegal                  | 41,8 %     | 9 (−2)    | 41,8 % | 42,7 % | 42,7 % | 43,3 % | 42,7 % | 42,7 % | 29,6 % | 29,6 % | 19,2 % | 14,0 % | 11,7 % |
| 113 | 97  | Südafrika                | 41,8 %     | 10 (+1)   | 41,0 % | 41,2 % | 41,2 % | 40,7 % | 41,1 % | 41,1 % | 41,1 % | 42,7 % | 32,8 % | 30,1 % | 23,7 % |
| 17  | 6   | Belgien                  | 41,4 %     | 11 (−3)   | 41,4 % | 42,4 % | 42,4 % | 42,4 % | 38,9 % | 38,9 % | 38,9 % | 38,9 % | 35,7 % | 24,9 % | 15,8 % |
| 1   | 5   | Norwegen                 | 41,4 %     | 12 (−2)   | 41,4 % | 39,6 % | 39,6 % | 39,6 % | 39,6 % | 39,6 % | 39,6 % | 39,6 % | 37,9 % | 36,4 % | 36,4 % |
| 130 | 108 | Namibia                  | 39,7 %     | 13 (+10)  | 36,3 % | 36,3 % | 37,7 % | …      | 25,0 % | 25,0 % | 25,0 % | 25,0 % | 26,9 % | 20,4 % | 17,3 % |
| 180 | 142 | Mosambik                 | 39,6 %     | 14 (−2)   | 39,6 % | 39,6 % | 39,6 % | …      | 39,2 % | 39,2 % | 39,2 % | 39,2 % | 34,8 % | 30,0 % | 25,2 % |
| 48  | 77  | Argentinien              | 39,5 %     | 15 (−2)   | 38,9 % | 37,1 % | …      | 37,1 % | 37,1 % | 37,7 % | 37,7 % | 37,8 % | 37,4 % | 21,3 % | 22,8 % |
| 78  | …   | Grenada                  | 39,3 %     | 16 (+51)  | 25,0 % | 25,0 % | 25,0 % | 25,0 % | 25,0 % | 17,9 % | 17,9 % | 21,4 % | 32,1 % | 17,9 % | …      |
| 185 | 124 | Burundi                  | 38,8 %     | 17 (+1)   | 37,8 % | 37,8 % | 37,8 % | 34,9 % | 34,9 % | 34,9 % | 34,9 % | 36,1 % | 31,7 % | 14,4 % | …      |
| 25  | 15  | Spanien                  | 38,6 %     | 18 (−4)   | 38,6 % | 38,6 % | 38,0 % | 37,0 % | 35,2 % | 35,2 % | 34,9 % | 34,1 % | 30,5 % | 25,9 % | 19,9 % |
| 14  | 34  | Neuseeland               | 38,3 %     | 19 (−4)   | 38,3 % | 31,4 % | 31,4 % | 29,8 % | 32,2 % | 32,2 % | 32,2 % | 33,6 % | 32,2 % | 30,8 % | 29,2 % |
| 82  | 36  | Nordmazedonien           | 38,3 %     | 20 (−1)   | 37,5 % | 33,3 % | 33,3 % | 33,3 % | 34,1 % | 32,5 % | 30,9 % | 32,5 % | 19,2 % | 6,7 %  | 3,3 %  |
| 6   | 9   | Island                   | 38,1 %     | 21 (−5)   | 38,1 % | 47,6 % | 41,3 % | 39,7 % | 39,7 % | 39,7 % | 39,7 % | 42,9 % | 33,3 % | 34,9 % | 25,4 % |
| 85  | 90  | Ecuador                  | 38,0 %     | 22 (−5)   | 38,0 % | 41,6 % | 41,6 % | 41,6 % | 38,7 % | 32,3 % | 32,3 % | 32,3 % | 16,0 % | 14,6 % | 3,7 %  |
| 11  | 2   | Dänemark                 | 37,4 %     | 23 (−3)   | 37,4 % | 37,4 % | 37,4 % | 39,1 % | 39,1 % | 39,1 % | 39,1 % | 38,0 % | 36,9 % | 37,4 % | 33,0 % |
| 173 | 123 | Äthiopien                | 37,3 %     | 24 (−3)   | 37,3 % | 37,3 % | 37,3 % | 25,5 % | 25,5 % | 25,5 % | 25,5 % | 25,5 % | 21,0 % | …      | …      |
| 159 | 130 | Tansania                 | 37,2 %     | 25 (−3)   | 37,2 % | 36,6 % | 36,0 % | 36,0 % | 36,0 % | 36,0 % | 36,0 % | …      | 30,4 % | …      | 17,5 % |
| 26  | 8   | Frankreich               | 35,7 %     | 26 (0)    | 35,4 % | 25,7 % | 25,7 % | 25,7 % | 25,1 % | 25,1 % | 20,1 % | 20,0 % | 13,9 % | 9,1 %  | 9,0 %  |
| 29  | 12  | Italien                  | 35,6 %     | 27 (+16)  | 30,1 % | 30,1 % | 30,1 % | 30,6 % | 30,6 % | 20,6 % | 20,6 % | 20,3 % | 10,4 % | 10,0 % | 10,0 % |
| 10  | 4   | Niederlande              | 35,6 %     | 28 (−3)   | 35,6 % | 36,4 % | 36,4 % | 37,8 % | 37,8 % | 37,8 % | 39,1 % | 38,7 % | 34,2 % | 32,9 % | 28,4 % |
| 20  | 14  | Österreich               | 34,8 %     | 29 (+2)   | 33,6 % | 30,3 % | 30,3 % | 31,4 % | 32,2 % | 28,7 % | 28,7 % | 28,3 % | 32,2 % | 25,1 % | 24,7 % |
| 40  | 17  | Portugal                 | 34,8 %     | 30 (−2)   | 34,8 % | 34,8 % | 34,8 % | 31,3 % | 31,3 % | 28,7 % | 28,7 % | 27,4 % | 21,3 % | 17,4 % | 13,0 % |
| 63  | 37  | Serbien                  | 34,4 %     | 31 (−2)   | 34,4 % | 34,0 % | 34,0 % | 34,0 % | 33,2 % | 33,2 % | 22,0 % | 21,6 % | …      | …      | …      |
| 159 | 127 | Uganda                   | 34,3 %     | 32 (−2)   | 34,3 % | 33,5 % | 35,0 % | 35,0 % | 35,0 % | 35,0 % | 35,0 % | 31,3 % | 23,9 % | 17,8 % | 18,1 % |
| 150 | 126 | Simbabwe                 | 34,3 %     | 33 (−9)   | 36,2 % | 35,1 % | 35,1 % | 35,1 % | 35,1 % | 17,9 % | 17,9 % | 17,9 % | 20,8 % | 9,3 %  | 14,7 % |
| 131 | …   | Osttimor                 | 33,8 %     | 34 (0)    | 32,3 % | 38,5 % | 38,5 % | 38,5 % | 38,5 % | 38,5 % | 32,3 % | 29,2 % | 25,3 % | …      | …      |
| 147 | 115 | Nepal                    | 33,5 %     | 35 (+10)  | 29,6 % | 29,6 % | 29,5 % | 29,5 % | …      | 33,2 % | 33,2 % | 33,2 % | 6,4 %  | 7,9 %  | 4,5 %  |
| …   | …   | Monaco                   | 33,3 %     | 36 (+54)  | 20,8 % | 20,8 % | 20,8 % | 20,8 % | 20,8 % | 19,0 % | 19,0 % | 26,1 % | 20,8 % | 22,2 % | 5,6 %  |
| 50  | 27  | Belarus                  | 33,1 %     | 37 (−5)   | 33,1 % | 33,9 % | 29,2 % | 29,5 % | 29,5 % | 29,5 % | 32,1 % | 32,1 % | 29,8 % | …      | …      |
| 6   | 25  | Australien               | 32,7 %     | 38 (−5)   | 32,7 % | 31,4 % | 30,5 % | 30,1 % | 31,1 % | 29,2 % | 29,2 % | 28,3 % | 28,3 % | 25,0 % | 20,5 % |
| 36  | …   | Andorra                  | 32,1 %     | 39 (−4)   | 32,1 % | 32,1 % | 39,3 % | 50,0 % | 50,0 % | 50,0 % | 50,0 % | 35,7 % | 28,6 % | 7,1 %  | 7,1 %  |
| 123 | 118 | Guyana                   | 31,9 %     | 40 (−3)   | 31,9 % | 30,4 % | 30,4 % | 31,3 % | 31,3 % | 31,3 % | 31,3 % | 30,0 % | 30,8 % | 18,5 % | …      |
| 13  | 18  | Kanada                   | 31,7 %     | 41 (+1)   | 30,1 % | 29,8 % | 28,3 % | 28,5 % | 28,0 % | 28,0 % | 27,7 % | 24,9 % | 24,7 % | …      | 21,2 % |
| 4   | 19  | Deutschland              | 31,5 %     | 42 (−4)   | 31,5 % | 36,9 % | 36,9 % | 35,6 % | 35,6 % | 32,4 % | 32,4 % | 31,7 % | 30,5 % | 30,4 % | 25,5 % |
| 74  | …   | Antigua und Barbuda      | 31,4 %     | 43 (+50)  | 20,0 % | 25,7 % | 25,7 % | 21,2 % | 19,4 % | 19,4 % | 19,4 % | 19,4 % | 13,9 % | 8,3 %  | 11,1 % |
| 91  | 63  | Tunesien                 | 31,3 %     | 44 (−5)   | 31,3 % | 31,3 % | 31,3 % | 31,3 % | 26,7 % | 26,7 % | 26,7 % | 23,3 % | 19,3 % | 11,5 % | 6,7 %  |
| 124 | 92  | El Salvador              | 31,0 %     | 45 (−9)   | 32,1 % | 32,1 % | 32,1 % | 27,4 % | 26,2 % | 26,2 % | 19,0 % | 19,0 % | 10,7 % | 9,5 %  | 15,5 % |
| 39  | 40  | Lettland                 | 31,0 %     | 46 (+82)  | 16,0 % | 18,0 % | 18,0 % | 18,0 % | 23,0 % | 23,0 % | 23,0 % | 20,0 % | 21,0 % | 17,0 % | 9,0 %  |
| 168 | 139 | Sudan                    | 31,0 %     | 47 (−7)   | 31,0 % | 31,0 % | 31,0 % | 23,8 % | 24,1 % | 24,1 % | 24,1 % | 24,2 % | 13,6 % | …      | 5,3 %  |
| 149 | 144 | Angola                   | 30,5 %     | 48 (−7)   | 30,5 % | 36,8 % | 36,8 % | 36,8 % | 34,1 % | 34,1 % | 38,2 % | 38,6 % | 15,0 % | 15,5 % | 9,5 %  |
| 63  | 72  | Trinidad und Tobago      | 30,1 %     | 49 (−5)   | 30,1 % | 31,5 % | 31,5 % | 24,7 % | 26,0 % | 26,0 % | 27,4 % | 27,4 % | 25,4 % | …      | 19,4 % |
| 150 | 140 | Kamerun                  | 29,3 %     | 50 (+6)   | 27,1 % | 27,1 % | 27,1 % | 27,1 % | 27,1 % | 13,9 % | 13,9 % | 13,9 % | 8,9 %  | 5,6 %  | 5,6 %  |
| 2   | 1   | Schweiz                  | 29,3 %     | 51 (−5)   | 29,3 % | 28,9 % | 28,9 % | 28,9 % | 28,9 % | 27,2 % | 26,8 % | 27,6 % | 24,8 % | 22,4 % | 20,3 % |
| 106 | 98  | Philippinen              | 29,1 %     | 52 (−5)   | 29,1 % | 29,4 % | 27,1 % | 27,2 % | 27,2 % | 22,1 % | 22,1 % | 21,5 % | 15,4 % | 11,8 % | 11,6 % |
| 15  | 27  | Vereinigtes Königreich   | 28,9 %     | 53 (−4)   | 28,5 % | 27,3 % | 26,7 % | 23,0 % | 22,6 % | 22,6 % | 22,1 % | 21,0 % | 18,5 % | 17,0 % | 11,6 % |
| 69  | 51  | Albanien                 | 27,9 %     | 54 (−3)   | 27,9 % | 22,9 % | 20,7 % | 20,0 % | 17,9 % | 15,7 % | 15,7 % | 16,4 % | 7,1 %  | 5,2 %  | …      |
| 82  | 87  | Peru                     | 27,7 %     | 55 (−3)   | 27,7 % | 27,7 % | 22,3 % | 22,3 % | 21,5 % | 21,5 % | 21,5 % | 27,5 % | 18,3 % | …      | 10,8 % |
| 56  | 55  | Barbados                 | 27,5 %     | 56 (+45)  | 19,6 % | 19,6 % | 19,6 % | 21,6 % | 21,6 % | 19,6 % | 19,6 % | 19,6 % | 17,6 % | 20,4 % | 18,4 % |
| 22  | 24  | Israel                   | 27,5 %     | 57 (−4)   | 27,5 % | 26,7 % | 26,7 % | 22,5 % | 22,5 % | 20,0 % | 20,0 % | 19,2 % | 15,0 % | 12,5 % | 7,5 %  |
| 140 | 110 | Laos                     | 27,5 %     | 58 (−4)   | 27,5 % | 27,5 % | 25,0 % | 25,0 % | 25,0 % | 25,0 % | 25,0 % | 25,2 % | 22,9 % | 21,2 % | …      |
| 170 | 143 | Afghanistan              | 27,4 %     | 59 (−4)   | 27,4 % | 27,4 % | 27,4 % | 27,6 % | 27,6 % | 27,6 % | 27,6 % | 27,6 % | 25,9 % | …      | …      |
| 30  | 21  | Estland                  | 26,7 %     | 60 (−3)   | 26,7 % | 23,8 % | 23,8 % | 19,0 % | 20,8 % | 20,8 % | 19,8 % | 22,8 % | 18,8 % | 17,8 % | 10,9 % |
| …   | …   | San Marino               | 26,7 %     | 61 (−3)   | 26,7 % | 23,3 % | 16,7 % | 18,3 % | 18,3 % | 16,7 % | 18,3 % | 16,7 % | 16,7 % | 13,3 % | 11,7 % |
| 118 | 68  | Vietnam                  | 26,7 %     | 62 (−3)   | 26,7 % | 26,7 % | 24,3 % | 24,3 % | 24,4 % | 24,4 % | 24,4 % | 25,8 % | 27,3 % | 26,0 % | 26,2 % |
| 186 | …   | Südsudan                 | 26,6 %     | 63 (−3)   | 26,6 % | 26,6 % | 24,3 % | 24,3 % | 24,3 % | 24,3 % | 24,3 % | …      | …      | …      | …      |
| 171 | …   | Dschibuti                | 26,2 %     | 64 (+92)  | 10,8 % | 12,7 % | 12,7 % | 12,7 % | 12,7 % | 13,8 % | 13,8 % | 13,8 % | 10,8 % | 0,1 %  | …      |
| 32  | 30  | Polen                    | 25,5 %     | 65 (−3)   | 25,5 % | 24,8 % | 24,8 % | 22,3 % | 21,8 % | 21,8 % | 21,8 % | 17,9 % | 19,1 % | 12,7 % | 12,7 % |
| 98  | 112 | Suriname                 | 25,5 %     | 66 (−3)   | 25,5 % | 25,5 % | 25,5 % | 11,8 % | 11,8 % | 11,8 % | 11,8 % | 9,8 %  | 25,5 % | …      | 15,7 % |
| 120 | 131 | Irak                     | 25,2 %     | 67 (−3)   | 25,3 % | 26,5 % | 26,5 % | 25,3 % | 25,2 % | 25,2 % | 25,2 % | 25,2 % | …      | 7,6 %  | 6,4 %  |
| 98  | …   | Dominica                 | 25,0 %     | 68 (−2)   | 25,0 % | 21,9 % | 21,9 % | 12,9 % | 12,5 % | 12,5 % | 12,5 % | 12,5 % | 12,9 % | …      | 9,4 %  |
| 85  | 39  | China, Volksrepublik     | 24,9 %     | 69 (+2)   | 24,2 % | 23,6 % | 23,6 % | 23,4 % | 23,4 % | 21,3 % | 21,3 % | 21,3 % | 20,3 % | 21,8 % | …      |
| 108 | …   | Turkmenistan             | 24,8 %     | 70 (−9)   | 25,8 % | 25,8 % | 25,8 % | 26,4 % | 16,8 % | 16,8 % | 16,8 % | 16,8 % | 16,0 % | 26,0 % | 18,0 % |
| 89  | 104 | Dominikan. Republik      | 24,3 %     | 71 (−3)   | 24,3 % | 24,3 % | 19,1 % | 19,1 % | 19,1 % | 19,1 % | 19,1 % | 19,1 % | 15,4 % | 14,5 % | 10,0 % |
| 3   | 22  | Irland                   | 24,3 %     | 72 (−3)   | 24,3 % | 24,3 % | 19,9 % | 19,5 % | 19,9 % | 19,0 % | 19,0 % | 16,1 % | 14,2 % | 13,7 % | 13,7 % |
| …   | …   | Somalia                  | 24,3 %     | 73 (−3)   | 24,3 % | …      | 13,8 % | 13,8 % | 13,8 % | 13,8 % | 6,8 %  | 6,8 %  | 8,0 %  | …      | …      |
| 52  | 48  | Bulgarien                | 23,8 %     | 74 (−2)   | 23,8 % | 20,4 % | 20,4 % | 20,0 % | 24,6 % | 22,9 % | 20,8 % | 20,8 % | 22,1 % | 10,8 % | 10,8 % |
| 15  | 42  | USA                      | 23,6 %     | 75 (+25)  | 19,7 % | 19,5 % | 19,5 % | 19,4 % | 18,2 % | 18,4 % | 16,9 % | 16,8 % | 15,0 % | …      | 11,2 % |
| 52  | 27  | Montenegro               | 23,5 %     | 76 (−3)   | 23,5 % | 23,5 % | 17,3 % | 17,3 % | 16,0 % | 17,3 % | 12,3 % | 11,1 % | …      | …      | …      |
| 147 | 134 | Kenia                    | 23,3 %     | 77 (−3)   | 23,3 % | 20,8 % | 20,8 % | 20,3 % | 19,9 % | 9,8 %  | 9,8 %  | 9,8 %  | 7,1 %  | 3,6 %  | 3,0 %  |
| 9   | 11  | Singapur                 | 23,0 %     | 78 (−3)   | 23,0 % | 23,8 % | 23,9 % | 25,3 % | 24,2 % | 24,2 % | 22,2 % | 23,4 % | 16,0 % | 4,3 %  | 4,8 %  |
| 107 | 50  | Moldau, Republik         | 22,8 %     | 79 (−3)   | 22,8 % | 21,8 % | 21,8 % | 17,8 % | 19,8 % | 19,8 % | 19,8 % | 18,8 % | 21,8 % | 7,9 %  | 4,8 %  |
| 42  | 62  | Chile                    | 22,7 %     | 80 (…)    | …      | 15,8 % | 15,8 % | 16,5 % | 16,5 % | 13,9 % | 13,9 % | 13,9 % | 11,9 % | 8,9 %  | 7,2 %  |
| 164 | 135 | Lesotho                  | 22,7 %     | 81 (−4)   | 22,7 % | 24,8 % | 24,8 % | 26,8 % | 26,8 % | 26,8 % | 23,5 % | 22,9 % | 17,0 % | 10,7 % | 11,2 % |
| 35  | 26  | Verein. Arab. Emirate    | 22,5 %     | 82 (−4)   | 22,5 % | 22,5 % | 22,5 % | 17,5 % | 17,5 % | 17,5 % | 17,5 % | 22,5 % | 0,1 %  | 0,1 %  | 0,1 %  |
| 57  | 59  | Uruguay                  | 22,3 %     | 83 (−4)   | 22,3 % | 19,2 % | 19,2 % | 11,5 % | 12,3 % | 12,3 % | 12,3 % | 14,6 % | 10,8 % | 11,5 % | 6,9 %  |
| 96  | 106 | Venezuela                | 22,2 %     | 84 (−4)   | 22,2 % | 14,4 % | 17,0 % | 17,0 % | 17,0 % | 17,0 % | 17,0 % | 17,0 % | 17,4 % | …      | 6,3 %  |
| 50  | 46  | Kasachstan               | 22,1 %     | 85 (−4)   | 22,1 % | 20,8 % | 20,1 % | 19,8 % | 18,2 % | 18,2 % | 13,6 % | 13,6 % | 8,6 %  | 11,2 % | 11,4 % |
| 182 | …   | Eritrea                  | 22,0 %     | 86 (−4)   | 22,0 % | 22,0 % | 22,0 % | 22,0 % | 22,0 % | 22,0 % | 22,0 % | 22,0 % | 22,0 % | 14,7 % | 21,0 % |
| 174 | …   | Guinea                   | 21,9 %     | 87 (−4)   | 21,9 % | 21,9 % | 21,9 % | 21,9 % | …      | …      | …      | …      | 19,3 % | 8,8 %  | 7,0 %  |
| 60  | 76  | Bahamas                  | 21,8 %     | 88 (−4)   | 21,8 % | 16,7 % | 16,7 % | 16,7 % | 16,7 % | 16,7 % | 17,9 % | 17,9 % | 26,8 % | 19,6 % | 19,6 % |
| 82  | 100 | Algerien                 | 21,3 %     | 89 (−4)   | 21,3 % | 25,8 % | 25,7 % | 25,7 % | 25,8 % | 25,8 % | 7,2 %  | 7,0 %  | 5,3 %  | 4,0 %  | 3,2 %  |
| 34  | 33  | Litauen                  | 21,3 %     | 90 (−4)   | 21,3 % | 21,3 % | 23,4 % | 24,1 % | 24,1 % | 24,5 % | 19,1 % | 19,1 % | 22,0 % | 10,6 % | 17,5 % |
| 62  | …   | Seychellen               | 21,2 %     | 91 (−4)   | 21,2 % | 21,2 % | 43,8 % | 43,8 % | 43,8 % | 43,8 % | 43,8 % | 23,5 % | 29,4 % | 23,5 % | 27,3 % |
| 132 | 116 | Honduras                 | 21,1 %     | 92 (…)    | …      | 25,8 % | 25,8 % | 25,8 % | …      | 19,5 % | 19,5 % | 18,0 % | 23,4 % | 9,4 %  | …      |
| 126 | 83  | Kap Verde                | 20,8 %     | 93 (−4)   | 20,8 % | 20,8 % | 20,8 % | 20,8 % | 20,8 % | 20,8 % | 20,8 % | 18,1 % | 11,1 % | 11,1 % | 11,1 % |
| 89  | 73  | St. Lucia                | 20,7 %     | 94 (−3)   | 20,7 % | 20,7 % | 20,7 % | 17,2 % | 17,2 % | 17,2 % | 24,1 % | 20,7 % | 20,7 % | 13,8 % | 14,3 % |
| 135 | 129 | Bangladesch              | 20,3 %     | 95 (−3)   | 20,3 % | 20,0 % | 20,0 % | 19,8 % | 19,7 % | 19,7 % | 19,7 % | 18,6 % | 14,8 % | 9,1 %  | 9,1 %  |
| 26  | 35  | Tschechien               | 20,3 %     | 96 (−8)   | 21,1 % | 19,6 % | 19,6 % | 18,5 % | 18,9 % | 20,6 % | 21,0 % | 21,0 % | 15,7 % | …      | 13,9 % |
| HDI | GDI | Land 2018                | Sitze 👩 % | # (+/−)   | 2017   | 2016   | 2015   | 2014   | 2013   | 2012   | 2011   | 2010   | 2005   | 2000   | 1995   |
| 161 | 150 | Mauretanien              | 20,3 %     | 97 (−32)  | 25,2 % | 22,2 % | 22,2 % | 22,2 % | …      | 19,2 % | 19,2 % | 19,2 % | …      | 3,0 %  | 0,7 %  |
| 21  | 16  | Luxemburg                | 20,0 %     | 98 (−48)  | 28,3 % | 28,3 % | 28,3 % | 28,3 % | 28,3 % | 21,7 % | 25,0 % | 20,0 % | 23,3 % | 16,7 % | 20,0 % |
| 152 | 136 | Pakistan                 | 20,0 %     | 99 (−5)   | 20,0 % | 20,0 % | 20,0 % | 19,7 % | 19,7 % | 21,1 % | 21,3 % | 21,0 % | 20,6 % | …      | 2,6 %  |
| 36  | 43  | Slowakei                 | 20,0 %     | 100 (−5)  | 20,0 % | 20,0 % | 18,7 % | 18,7 % | 18,7 % | 18,7 % | 16,0 % | 15,3 % | 16,7 % | 14,0 % | 14,7 % |
| 24  | 12  | Slowenien                | 20,0 %     | 101 (−53) | 28,7 % | 27,7 % | 27,7 % | 26,9 % | 24,6 % | 24,6 % | 23,1 % | 10,8 % | 10,8 % | …      | 7,8 %  |
| 125 | 84  | Tadschikistan            | 20,0 %     | 102 (−6)  | 20,0 % | 20,0 % | 14,7 % | 15,2 % | 17,5 % | 17,5 % | 17,5 % | 17,5 % | 19,6 % | 14,0 % | 2,8 %  |
| 36  | 49  | Saudi-Arabien            | 19,9 %     | 103 (−6)  | 19,9 % | 19,9 % | 19,9 % | 19,9 % | 19,9 % | 0,1 %  | 0,1 %  | 0,1 %  | 0,1 %  | …      | …      |
| 111 | 103 | Indonesien               | 19,8 %     | 104 (−5)  | 19,8 % | 17,1 % | 17,1 % | 16,9 % | 18,6 % | 18,6 % | 18,2 % | 18,0 % | 11,3 % | 8,0 %  | 11,4 % |
| 98  | 78  | Fidschi                  | 19,6 %     | 105 (+21) | 16,0 % | 16,0 % | 16,0 % | 14,0 % | …      | …      | …      | …      | 9,7 %  | …      | 5,8 %  |
| 162 | …   | Madagaskar               | 19,6 %     | 106 (−4)  | 19,6 % | 20,1 % | 20,5 % | 20,5 % | 15,8 % | 15,8 % | 12,1 % | 12,1 % | 8,4 %  | 8,0 %  | 3,7 %  |
| 75  | 38  | Bosnien-Herzegowina      | 19,3 %     | 107 (−4)  | 19,3 % | 19,3 % | 19,3 % | …      | 19,3 % | 19,3 % | 19,3 % | 15,8 % | 12,3 % | …      | …      |
| 146 | 114 | Kambodscha               | 19,3 %     | 108 (−1)  | 18,5 % | 19,0 % | 19,0 % | 18,5 % | 18,5 % | 18,5 % | 18,5 % | 19,0 % | 10,9 % | 9,3 %  | 5,8 %  |
| 122 | 87  | Kirgisistan              | 19,2 %     | 109 (−5)  | 19,2 % | 19,2 % | 19,2 % | 23,3 % | 23,3 % | 23,3 % | 23,3 % | 23,3 % | 0,1 %  | 6,0 %  | 4,8 %  |
| 79  | 94  | Kolumbien                | 19,0 %     | 110 (−12) | 19,8 % | 20,9 % | 20,9 % | 20,9 % | 13,6 % | 13,6 % | 13,6 % | 13,8 % | 10,9 % | 12,2 % | 9,8 %  |
| 96  | 93  | Jamaika                  | 19,0 %     | 111 (−6)  | 19,0 % | 19,0 % | 16,7 % | 16,7 % | 15,5 % | 15,5 % | 15,5 % | 13,6 % | 13,6 % | 16,0 % | 12,3 % |
| 45  | 47  | Bahrain                  | 18,8 %     | 112 (+20) | 15,0 % | 15,0 % | 15,0 % | 17,5 % | 18,8 % | 18,8 % | 18,8 % | 15,0 % | 7,5 %  | …      | …      |
| 32  | 31  | Griechenland             | 18,7 %     | 113 (−3)  | 18,3 % | 19,7 % | 19,7 % | 21,0 % | 21,0 % | 21,0 % | 18,7 % | 17,3 % | 13,0 % | 8,7 %  | 6,3 %  |
| 52  | 69  | Rumänien                 | 18,7 %     | 114 (−8)  | 18,7 % | 12,0 % | 12,0 % | 11,7 % | 11,6 % | 11,6 % | 9,7 %  | 9,8 %  | 10,7 % | …      | 5,6 %  |
| 46  | 31  | Kroatien                 | 18,5 %     | 115 (−7)  | 18,5 % | 12,6 % | 15,2 % | 23,8 % | 23,8 % | 23,8 % | 23,8 % | 23,5 % | 21,7 % | 16,1 % | 7,2 %  |
| 121 | 118 | Marokko                  | 18,4 %     | 116 (−7)  | 18,4 % | 18,4 % | 15,7 % | 11,0 % | 11,0 % | 11,0 % | 11,0 % | 6,7 %  | 6,4 %  | 0,7 %  | 0,7 %  |
| 67  | 108 | Panama                   | 18,3 %     | 117 (−6)  | 18,3 % | 18,3 % | 18,3 % | 19,3 % | 8,5 %  | 8,5 %  | 8,5 %  | 8,5 %  | 16,7 % | 9,9 %  | 9,7 %  |
| 81  | 57  | Armenien                 | 18,1 %     | 118 (−5)  | 18,1 % | 10,7 % | 10,7 % | 10,7 % | 10,7 % | 10,7 % | 8,4 %  | 9,2 %  | 5,3 %  | 3,1 %  | 6,3 %  |
| 144 | …   | Äquatorialguinea         | 18,0 %     | 119 (…)   | …      | 19,7 % | 19,7 % | 18,3 % | 10,3 % | 10,0 % | 10,0 % | 10,0 % | 18,0 % | 5,0 %  | 8,8 %  |
| 143 | 131 | Sambia                   | 18,0 %     | 120 (−6)  | 18,0 % | 18,0 % | 12,7 % | 10,8 % | 11,5 % | 11,5 % | 11,5 % | 14,0 % | 12,7 % | 10,1 % | 9,7 %  |
| 31  | 20  | Zypern, Republik         | 17,9 %     | 121 (−6)  | 17,9 % | 17,9 % | 12,5 % | 12,5 % | 10,7 % | 10,7 % | 10,7 % | 12,5 % | 16,1 % | 7,1 %  | 5,4 %  |
| 167 | 140 | Togo                     | 17,6 %     | 122 (−6)  | 17,6 % | 17,6 % | 17,6 % | 17,6 % | 15,4 % | 11,1 % | 11,1 % | 11,1 % | 7,4 %  | 4,9 %  | 1,2 %  |
| 115 | 128 | Gabun                    | 17,4 %     | 123 (−6)  | 17,4 % | 16,0 % | 16,0 % | 15,8 % | 16,7 % | 16,7 % | 15,8 % | 16,1 % | 11,9 % | 10,9 % | 9,6 %  |
| 59  | 66  | Türkei                   | 17,4 %     | 124 (+11) | 14,6 % | 14,9 % | 14,9 % | 14,4 % | 14,4 % | 14,2 % | 14,2 % | 9,1 %  | 4,4 %  | 4,2 %  | 2,4 %  |
| 92  | 71  | Mongolei                 | 17,1 %     | 125 (−7)  | 17,1 % | 17,1 % | 14,5 % | 14,9 % | 14,9 % | 14,9 % | 3,9 %  | 3,9 %  | 6,7 %  | 10,5 % | 7,9 %  |
| 22  | 10  | Südkorea                 | 17,0 %     | 126 (−7)  | 17,0 % | 17,0 % | 16,3 % | 16,3 % | 15,7 % | 15,7 % | 14,7 % | 14,7 % | 13,4 % | 5,9 %  | 3,0 %  |
| 189 | 154 | Niger                    | 17,0 %     | 127 (−7)  | 17,0 % | 14,6 % | 13,3 % | 13,3 % | 13,3 % | 13,3 % | 13,3 % | …      | 12,4 % | 1,2 %  | 1,2 %  |
| 87  | 70  | Aserbaidschan            | 16,8 %     | 128 (−7)  | 16,8 % | 16,8 % | 16,9 % | 15,6 % | 15,6 % | 16,0 % | 16,0 % | 16,0 % | 13,0 % | …      | 12,0 % |
| 172 | 149 | Malawi                   | 16,7 %     | 129 (−7)  | 16,7 % | 16,7 % | 16,7 % | 16,7 % | 22,3 % | 22,3 % | 22,3 % | 20,8 % | 13,6 % | 9,3 %  | 5,7 %  |
| 108 | 64  | Usbekistan               | 16,4 %     | 130 (−7)  | 16,4 % | 16,4 % | 16,4 % | 19,2 % | 19,2 % | 19,2 % | 19,2 % | 19,2 % | 16,4 % | 7,2 %  | 6,0 %  |
| …   | …   | Nordkorea                | 16,3 %     | 131 (−7)  | 16,3 % | 16,3 % | 16,3 % | 16,3 % | 15,6 % | 15,6 % | 15,6 % | 15,6 % | 20,1 % | 20,1 % | 20,1 % |
| 49  | 54  | Russland                 | 16,1 %     | 132 (−7)  | 16,1 % | 13,9 % | 14,5 % | 12,1 % | 12,1 % | 12,1 % | 11,1 % | 11,5 % | 8,0 %  | 5,7 %  | 7,5 %  |
| 70  | 75  | Georgien                 | 16,0 %     | 133 (−6)  | 16,0 % | 16,0 % | 11,3 % | 12,0 % | 12,0 % | 12,0 % | 6,6 %  | 6,5 %  | 9,4 %  | 7,2 %  | 6,9 %  |
| 110 | 41  | Libyen                   | 16,0 %     | 134 (−5)  | 16,0 % | 16,0 % | 16,0 % | 16,0 % | 16,5 % | 16,5 % | …      | 7,7 %  | 4,7 %  | …      | …      |
| 98  | 117 | Paraguay                 | 16,0 %     | 135 (−5)  | 16,0 % | 16,8 % | 16,8 % | 16,8 % | 18,4 % | 13,6 % | 13,6 % | 13,6 % | 9,6 %  | 8,0 %  | 5,6 %  |
| 61  | 58  | Malaysia                 | 15,8 %     | 136 (+6)  | 13,1 % | 12,9 % | 13,2 % | 14,2 % | 13,9 % | 13,2 % | 12,9 % | 14,0 % | 13,1 % | 14,5 % | 10,3 % |
| 102 | 113 | Jordanien                | 15,4 %     | 137 (−6)  | 15,4 % | 15,4 % | 11,6 % | 12,0 % | 12,1 % | 11,1 % | 11,1 % | 12,2 % | 7,3 %  | 2,5 %  | 1,7 %  |
| 134 | 99  | Bhutan                   | 15,3 %     | 138 (+33) | 8,3 %  | 8,3 %  | 8,3 %  | 8,3 %  | 6,9 %  | 13,9 % | 13,9 % | 13,9 % | 9,3 %  | 9,3 %  | 2,0 %  |
| 187 | 160 | Tschad                   | 15,3 %     | 139 (+5)  | 12,8 % | 14,9 % | 14,9 % | 14,9 % | 14,9 % | 14,9 % | 12,8 % | 5,2 %  | 6,5 %  | 2,4 %  | 2,4 %  |
| 79  | 89  | Brasilien                | 15,0 %     | 140 (+13) | 11,3 % | 10,8 % | 10,8 % | 10,4 % | 9,6 %  | 9,6 %  | 9,6 %  | 9,6 %  | 9,1 %  | 5,9 %  | 6,7 %  |
| 116 | 102 | Ägypten                  | 14,9 %     | 141 (−8)  | 14,9 % | 14,9 % | …      | …      | …      | 2,2 %  | …      | …      | 3,8 %  | 2,0 %  | 2,0 %  |
| 137 | 136 | São Tomé & Príncipe      | 14,5 %     | 142 (−30) | 18,2 % | 18,2 % | 18,2 % | 18,2 % | 18,2 % | 18,2 % | 18,2 % | 18,2 % | 9,1 %  | 9,1 %  | 7,3 %  |
| 138 | 145 | Kongo, Republik          | 14,0 %     | 143 (−7)  | 14,0 % | 11,5 % | 11,5 % | 11,5 % | 9,6 %  | 9,6 %  | 9,6 %  | 9,2 %  | 10,1 % | 12,0 % | …      |
| 55  | …   | Palau                    | 13,8 %     | 144 (−7)  | 13,8 % | 13,8 % | 10,3 % | 10,3 % | 10,3 % | 10,3 % | 6,9 %  | 6,9 %  | 0,1 %  | 3,3 %  | 3,3 %  |
| 178 | …   | Guinea-Bissau            | 13,7 %     | 145 (−7)  | 13,7 % | 13,7 % | 13,7 % | 13,7 % | 14,0 % | 14,0 % | 10,0 % | 10,0 % | 14,0 % | 7,8 %  | 10,0 % |
| 19  | 23  | Japan                    | 13,7 %     | 146 (−7)  | 13,7 % | 13,3 % | 11,6 % | 10,8 % | 10,8 % | 11,3 % | 13,4 % | 13,6 % | 10,7 % | 10,7 % | 7,7 %  |
| 73  | …   | St. Kitts und Nevis      | 13,3 %     | 147 (−7)  | 13,3 % | 13,3 % | 13,3 % | 6,7 %  | 6,7 %  | 6,7 %  | 6,7 %  | 6,7 %  | 0,1 %  | 13,3 % | 13,3 % |
| 154 | 136 | Syrien                   | 13,2 %     | 148 (−7)  | 13,2 % | 13,2 % | 12,4 % | 12,0 % | 12,0 % | 12,0 % | 12,4 % | 12,4 % | 12,0 % | 10,4 % | 9,6 %  |
| 94  | …   | St. Vincent & Grenadinen | 13,0 %     | 149 (−6)  | 13,0 % | 13,0 % | 13,0 % | 13,0 % | 13,0 % | 17,4 % | 17,4 % | 14,3 % | 18,2 % | 4,8 %  | 9,5 %  |
| 142 | 133 | Ghana                    | 12,7 %     | 150 (−5)  | 12,7 % | 10,9 % | 10,9 % | 10,9 % | 10,9 % | …      | 8,3 %  | 8,3 %  | 10,9 % | …      | 9,0 %  |
| 126 | 118 | Guatemala                | 12,7 %     | 151 (−5)  | 12,7 % | 13,9 % | 13,9 % | 13,3 % | 13,3 % | 13,3 % | 13,3 % | 12,0 % | 8,2 %  | 8,8 %  | 12,5 % |
| 43  | 56  | Ungarn                   | 12,6 %     | 152 (+8)  | 10,1 % | 10,1 % | 10,1 % | 10,1 % | 8,8 %  | 8,8 %  | 8,8 %  | 9,1 %  | 9,1 %  | 8,3 %  | 11,4 % |
| 181 | 153 | Sierra Leone             | 12,3 %     | 153 (−6)  | 12,4 % | 12,4 % | 12,4 % | 12,1 % | 12,4 % | 12,4 % | 12,9 % | 13,2 % | 14,5 % | 8,8 %  | …      |
| 88  | 60  | Ukraine                  | 12,3 %     | 154 (−6)  | 12,3 % | 12,0 % | 12,1 % | 11,7 % | 9,4 %  | 9,4 %  | 8,0 %  | 8,0 %  | 5,3 %  | 7,8 %  | 3,8 %  |
| 138 | 145 | Eswatini                 | 12,1 %     | 155 (−21) | 14,7 % | 14,7 % | 14,7 % | 14,7 % | 14,7 % | 21,9 % | 21,9 % | 21,9 % | 16,8 % | 6,3 %  | 8,5 %  |
| 18  | …   | Liechtenstein            | 12,0 %     | 156 (−7)  | 12,0 % | 20,0 % | 20,0 % | 20,0 % | 20,0 % | 24,0 % | 24,0 % | 24,0 % | 24,0 % | 4,0 %  | 4,0 %  |
| 28  | 44  | Malta                    | 11,9 %     | 157 (−7)  | 11,9 % | 12,9 % | 12,9 % | 14,3 % | 14,3 % | 8,7 %  | 8,7 %  | 8,7 %  | 9,2 %  | 9,2 %  | 5,8 %  |
| 129 | 122 | Indien                   | 11,7 %     | 158 (−7)  | 11,6 % | 11,7 % | 12,2 % | 11,8 % | 10,9 % | 10,9 % | 10,9 % | 10,7 % | 9,3 %  | …      | 7,3 %  |
| 176 | 155 | Liberia                  | 11,7 %     | 159 (+3)  | 9,9 %  | 10,7 % | 10,7 % | 11,7 % | 11,7 % | 11,7 % | 10,7 % | 13,8 % | 13,8 % | 11,1 % | …      |
| 66  | 82  | Mauritius                | 11,6 %     | 160 (−8)  | 11,6 % | 11,6 % | 11,6 % | 18,8 % | 18,8 % | 18,8 % | 18,8 % | 18,8 % | 17,1 % | 5,7 %  | 7,6 %  |
| 103 | 91  | Belize                   | 11,1 %     | 161 (−7)  | 11,1 % | 13,3 % | 13,3 % | 13,3 % | 13,3 % | 13,3 % | 11,1 % | 11,1 % | 11,9 % | 13,5 % | 10,8 % |
| 182 | 147 | Burkina Faso             | 11,0 %     | 162 (−7)  | 11,0 % | 9,4 %  | 9,4 %  | …      | 15,7 % | 15,7 % | 15,3 % | 15,3 % | 11,7 % | 10,5 % | 10,8 % |
| …   | …   | Nauru                    | 10,5 %     | 163 (−6)  | 10,5 % | 5,3 %  | 5,3 %  | 5,3 %  | 5,3 %  | 0,1 %  | 0,1 %  | 0,1 %  | 0,1 %  | …      | …      |
| 174 | 150 | Gambia                   | 10,3 %     | 164 (−6)  | 10,3 % | 9,4 %  | 9,4 %  | 9,4 %  | 7,5 %  | 7,5 %  | 7,5 %  | 7,5 %  | 13,2 % | 2,0 %  | 2,0 %  |
| 145 | 106 | Myanmar                  | 10,2 %     | 165 (−6)  | 10,2 % | 10,0 % | 13,0 % | 4,3 %  | 4,6 %  | 4,6 %  | 2,9 %  | 4,0 %  | …      | …      | …      |
| 111 | 80  | Samoa                    | 10,0 %     | 166 (−5)  | 10,0 % | 10,0 % | 6,1 %  | 6,1 %  | 4,1 %  | 4,1 %  | 4,1 %  | 8,2 %  | 6,1 %  | 8,2 %  | 4,1 %  |
| 41  | 45  | Katar                    | 9,8 %      | 167 (−4)  | 9,8 %  | 0,1 %  | 0,1 %  | 0,1 %  | 0,1 %  | 0,1 %  | 0,1 %  | 0,1 %  | …      | …      | …      |
| 94  | 111 | Botswana                 | 9,5 %      | 168 (−4)  | 9,5 %  | 9,5 %  | 9,5 %  | 9,5 %  | 7,9 %  | 7,9 %  | 7,9 %  | 7,9 %  | 11,1 % | 17,0 % | 8,5 %  |
| 165 | 157 | Elfenbeinküste           | 9,2 %      | 169 (−4)  | 9,2 %  | 9,2 %  | 9,2 %  | 9,4 %  | 10,4 % | 10,4 % | 11,0 % | 8,9 %  | 8,5 %  | …      | 8,0 %  |
| 43  | 51  | Brunei                   | 9,1 %      | 170 (−4)  | 9,1 %  | 6,5 %  | …      | …      | …      | …      | …      | …      | …      | …      | …      |
| 117 | …   | Marshallinseln           | 9,1 %      | 171 (−4)  | 9,1 %  | 9,1 %  | 9,1 %  | 3,0 %  | 3,0 %  | 3,0 %  | 3,0 %  | 3,0 %  | 3,0 %  | 3,0 %  | …      |
| 184 | 158 | Mali                     | 8,8 %      | 172 (−4)  | 8,8 %  | 8,8 %  | 8,8 %  | 9,5 %  | …      | 10,2 % | 10,2 % | 10,2 % | 10,2 % | 12,2 % | 12,2 % |
| 47  | 65  | Oman                     | 8,8 %      | 173 (−4)  | 8,8 %  | 8,8 %  | 8,2 %  | 9,6 %  | 9,6 %  | 9,6 %  | 9,6 %  | 9,0 %  | 7,8 %  | …      | …      |
| 188 | 159 | Zentralafrika            | 8,6 %      | 174 (−4)  | 8,6 %  | 7,2 %  | …      | …      | …      | 12,5 % | 12,5 % | 9,6 %  | 10,5 % | 7,3 %  | 3,5 %  |
| 179 | 156 | Kongo, Dem. Rep.         | 8,2 %      | 175 (−3)  | 8,2 %  | 8,2 %  | 8,2 %  | 9,7 %  | 8,3 %  | 8,3 %  | …      | 7,7 %  | 10,2 % | …      | …      |
| 105 | 96  | Tonga                    | 7,4 %      | 176 (−3)  | 7,7 %  | 0,1 %  | 0,1 %  | 0,1 %  | 3,6 %  | 3,6 %  | 3,6 %  | 0,1 %  | 3,4 %  | 0,1 %  | 0,1 %  |
| 163 | 148 | Benin                    | 7,2 %      | 177 (−3)  | 7,2 %  | 7,2 %  | 7,2 %  | 8,4 %  | 8,4 %  | 8,4 %  | 8,4 %  | 10,8 % | 7,2 %  | 6,0 %  | 7,2 %  |
| …   | …   | Tuvalu                   | 6,7 %      | 178 (−3)  | 6,7 %  | 6,7 %  | 6,7 %  | 6,7 %  | 6,7 %  | 6,7 %  | 6,7 %  | 0,1 %  | 0,1 %  | 0,1 %  | 8,3 %  |
| 132 | …   | Kiribati                 | 6,5 %      | 179 (−3)  | 6,5 %  | 6,5 %  | 8,7 %  | 8,7 %  | 8,7 %  | 8,7 %  | 8,7 %  | 4,3 %  | 4,8 %  | 4,9 %  | 0,1 %  |
| 156 | …   | Komoren                  | 6,1 %      | 180 (−3)  | 6,1 %  | 3,0 %  | 3,0 %  | 3,0 %  | 3,0 %  | 3,0 %  | 3,0 %  | 3,0 %  | 3,0 %  | …      | 0,1 %  |
| 65  | 118 | Iran                     | 5,9 %      | 181 (−3)  | 5,9 %  | 5,9 %  | 3,1 %  | 3,1 %  | 3,1 %  | 3,1 %  | 2,8 %  | 2,8 %  | 4,1 %  | 3,4 %  | 4,9 %  |
| 104 | 81  | Malediven                | 5,9 %      | 182 (−3)  | 5,9 %  | 5,9 %  | 5,9 %  | 5,9 %  | 6,5 %  | 6,5 %  | 6,5 %  | 6,5 %  | 12,0 % | 6,0 %  | 6,3 %  |
| 158 | …   | Nigeria                  | 5,8 %      | 183 (−3)  | 5,8 %  | 5,8 %  | 5,8 %  | 6,6 %  | 6,6 %  | 6,6 %  | 6,7 %  | 7,3 %  | 5,8 %  | 3,3 %  | …      |
| 71  | 86  | Sri Lanka                | 5,8 %      | 184 (−3)  | 5,8 %  | 5,8 %  | 4,9 %  | 5,8 %  | 5,8 %  | 5,8 %  | 5,8 %  | 5,3 %  | 4,9 %  | …      | 5,3 %  |
| 77  | 84  | Thailand                 | 5,3 %      | 185 (−3)  | 4,8 %  | 6,1 %  | 6,1 %  | 6,1 %  | 15,7 % | 15,7 % | 15,7 % | 14,0 % | 10,6 % | 6,8 %  | 6,6 %  |
| 93  | 79  | Libanon                  | 4,7 %      | 186 (−2)  | 3,1 %  | 3,1 %  | 3,1 %  | 3,1 %  | 3,1 %  | 3,1 %  | 3,1 %  | 3,1 %  | 4,7 %  | 2,3 %  | 2,3 %  |
| 57  | 53  | Kuwait                   | 3,1 %      | 187 (−4)  | 3,1 %  | 2,0 %  | 1,5 %  | 1,5 %  | 6,2 %  | 6,2 %  | 7,7 %  | 7,7 %  | 1,5 %  | 0,1 %  | 0,1 %  |
| 169 | 150 | Haiti                    | 2,7 %      | 188 (−3)  | 2,7 %  | 0,1 %  | 3,5 %  | 3,5 %  | 3,5 %  | 3,5 %  | 4,0 %  | …      | 9,1 %  | …      | …      |
| 153 | …   | Salomonen                | 2,0 %      | 189 (−3)  | 2,0 %  | 2,0 %  | 2,0 %  | 2,0 %  | 2,0 %  | 2,0 %  | 0,1 %  | 0,1 %  | 0,1 %  | 2,0 %  | …      |
| 177 | 162 | Jemen                    | 0,5 %      | 190 (−3)  | 0,5 %  | 0,5 %  | 0,5 %  | 0,7 %  | 0,7 %  | 0,7 %  | 0,7 %  | 0,7 %  | 0,7 %  | 0,7 %  | …      |
| 135 | …   | Mikronesien              | 0,1 %      | 191 (−3)  | 0,1 %  | 0,1 %  | 0,1 %  | 0,1 %  | 0,1 %  | 0,1 %  | 0,1 %  | 0,1 %  | 0,1 %  | 0,1 %  | 0,1 %  |
| 155 | 161 | Papua-Neuguinea          | 0,1 %      | 192 (−3)  | 0,1 %  | 2,7 %  | 2,7 %  | 2,7 %  | 2,7 %  | 2,7 %  | 0,9 %  | 0,9 %  | 0,9 %  | 1,8 %  | 1,8 %  |
| 141 | …   | Vanuatu                  | 0,1 %      | 193 (−3)  | 0,1 %  | 0,1 %  | 0,1 %  | 0,1 %  | 0,1 %  | 0,1 %  | 1,9 %  | 3,8 %  | 3,8 %  | 0,1 %  | …      |
| 4   | …   | Hongkong                 | …          | …         | …      | …      | …      | …      | …      | …      | …      | …      | …      | …      | …      |
| 119 | …   | Palästina                | …          | …         | …      | …      | …      | …      | …      | …      | …      | …      | …      | …      | …      |
| HDI | GII | Land 2018                | Sitze 👩 % | # (+/−)   | 2017   | 2016   | 2015   | 2014   | 2013   | 2012   | 2011   | 2010   | 2005   | 2000   | 1995   |

## UNDP-Berichte
Entwicklungsprogramm der Vereinten Nationen (UNDP):
- 2019: Human Development Report 2019 – Beyond income, beyond averages, beyond today: Inequalities in human development in the 21st century. New York Dezember 2019, ISBN 978-92-1-126439-5, S. 147–160: Chapter 4: Gender inequalities beyond averages: Between social norms and power imbalances, sowie S. 316–319: Table 5: Gender Inequality Index (englisch; PFD: 8 MB, 366 Seiten auf hdr.undp.org).
  - Technical notes. Dezember 2019, S. 1: Infografik, S. 7–9: Technical note 4: Gender Inequality Index (englisch; Ergänzung zum Human Development Report 2019; PDF: 287 kB, 16 Seiten auf hdr.undp.org).
- 2018: Human Development Indices and Indicators: 2018 Statistical Update. UNDP, New York 2018 (englisch; PDF: 1,4 MB, 123 seiten auf hdr.undp.org).
- Downloadseite: Human Development Reports 1990–2019.

Deutsche Gesellschaft für die Vereinten Nationen (Übersetzungen und Zusammenfassungen):
- 2019: Bericht über die menschliche Entwicklung 2019. 15. Januar 2020 (Downloadseite).
- 2018: Menschliche Entwicklung: Zahlen und Fakten 2018 – Statistisches Update zum Human Development Report. Berlin, 14. Dezember 2018, S. 7–10: Ungleichheit der Geschlechter – das Gefälle verringern, um die Hälfte der Weltbevölkerung zu stärkerer Teilhabe zu befähigen, sowie S. 39–39: Tabelle 4: Index der geschlechtsspezifischen Entwicklung (Zusammenfassung als PDF: 421 kB; Downloadseite).